# Christian Wilhelmsson
Christian Wilhelmsson, né le 8 décembre 1979 à Malmö en Suède, est un footballeur international suédois évoluant au poste d'ailier droit.

## Biographie
Wilhelmsson a commencé sa carrière en 1997 à Mjällby AIF, club suédois de deuxième division où il commence très jeune et joue peu. La première année, il ne joue presque pas et en trois ans, il a joué 51 matchs en première saison et a marqué 11 buts.  C'est à l'âge de 18 ans qu'il est remarqué par un manager norvégien pour sa vitalité.
En 2000, il part en Norvège au Stabæk Fotball, où il se révèle un joueur très dangereux devant la cage du gardien, marquant 25 buts en 84 matches et délivrant de nombreux assists de son flanc droit. Au Stabæk il a été un de ceux à qui on doit la qualification pour la coupe UEFA en 2002-2003 ; c'est lors du match contre RSC Anderlecht que Hugo Bross, l'entraîneur de cette équipe le remarque et lui fait signer un contrat pour 2003-2004 dans l'équipe d'Anderlecht de la Jupiler League belge. Il est attiré à Anderlecht par le joueur maison Pär Zetterberg de qui il a encore un poster dans sa chambre. Pendant cette saison, il devient un des joueurs vedettes du club et gagne le championnat de Belgique. Il participe pour une grande part dans la qualification d'Anderlecht pour la phase finale de groupes de la Ligue des champions de l'UEFA. Également au cours des années suivantes, Wilhelmsson réalise des exploits dans son club; c'est ainsi que lors la Jupiler League de Belgique il est désigné troisième joueur de l'année 2005 derrière Sergio Conceição et Vincent Kompany. À Anderlecht, il dispute 18 matchs de Ligue des Champions et l'entraîneur lui fait travailler sa technique à l'entraînement, si bien qu'il réalise à tous les matchs des gestes techniques encore jamais vu dans ce championnat. À la fin de la saison en 2005-2006 on annonce qu'il souhaite quitter Anderlecht dès la saison 2006-2007 malgré un contrat qui le liait jusqu'à juillet 2007. Le manager d'Anderlecht trouve alors un accord qui satisfait tout le monde : il vend Christian Wilhelmsson à Nantes pour 4 millions d'euros. Officiellement, il a rejoint le FC Nantes en juillet 2006.
Il a déjà été sélectionné vingt fois dans l'équipe nationale de Suède et a débuté comme titulaire en janvier 2001 contre les Îles Féroé (0:0). Il n'a été retenu dans aucun match de qualification pour le Championnat d'Europe en 2004, mais a participé aux quatre matches préparatoires au Portugal. Depuis il est joueur titulaire de l'équipe suédoise. Jusqu'à maintenant, en 27 matches de l'équipe A, il a pu marquer deux buts. Wilhelmsson a été retenu en mai 2006 par l'entraineur suédois Lars Lagerbäck dans la sélection suédoise pour le championnat du monde de football 2006 en Allemagne.
Joueur réputé pour sa vitesse et pour sa technique hors pair, mais aussi pour son look, fort changeant, il est un grand espoir du Football Suédois, sur lequel reposent de nombreux espoirs. Il a aussi la réputation de joueur provocateur, voire de simulateur adepte de plongeons dans la surface de réparation. Ces fameux pénaltys reçus gracieusement lui valurent l'image d'un tricheur. Néanmoins, ceux qui l'auront vu jouer en se positionnant dans la tribune face au but pourront témoigner qu'il est souvent fauché fautivement par des défenseurs qui le craignent comme la peste et ne trouvent pas d'autres alternatives.
Le 9 janvier 2007 il est prêté à l'AS Rome avec une option d'achat de 3 millions d'euros payable en deux fois. Malgré de bonnes prestations et l'ayant fait jouer en Série A 19 fois sur les 19 matchs possibles, le club romain ne lève pas l'option d'achat. En fait, l'AS Rome prévoyait d'acheter Julio Baptista au Real Madrid un milieu offensif plus polyvalent pour occuper le flanc droit.
Mais la descente du FC Nantes l'oblige à être de nouveau prêté, cette fois-ci à Bolton Wanderers. Club dans lequel il jouera très peu. À l'image de milieux comme Nolan, la tradition de Bolton est à la puissance et non à la technique. Il décide de quitter les Wanderers pour être à nouveau prêté. Il rejoint le Deportivo La Corogne en janvier 2008 pour aider le club espagnol à se maintenir en Liga et développer son style de jeu très spectaculaire.
En été 2008, il revient à Nantes en attendant une nouvelle proposition d'un club car il n'a plus dans l'idée d'évoluer dans le championnat de France.
Le lundi 4 août 2008 il signe un contrat de 4 ans en faveur du club de Al Hilal Riyad pour la somme de 1,5 million d'euros où il sera payé 250 000 €. En comparaison, il est vendu 2,5 fois moins cher et est payé 4 fois plus qu'à Anderlecht ou à la Roma et la couverture médiatique est presque nulle vers l'Europe. En plus de l'attrait financier, Christian Wilhelmsson comptait peut être s'assurer du temps de jeu afin de conserver sa place en équipe nationale en vue de la Coupe du monde 2010 en Afrique du Sud, pour laquelle la Suède ne s'est finalement pas qualifiée.
En septembre 2011, il est prêté au club qatarien Al Ahli.
Le 11 février 2015, Christian Wilhelmsson annonce mettre un terme à sa carrière et vouloir s'installer à Doha pour y développer le football.

## Palmarès
- Champion de Belgique : 2004, 2006 avec RSC Anderlecht
- Supercoupe de Belgique : 2006 avec RSC Anderlecht
- Vice-champion d'Italie : 2007 avec AS Rome
- Supercoupe d'Italie : 2007 avec AS Rome
- MLS Cup 2012 avec Los Angeles Galaxy

### Sources
- (de) Cet article est partiellement ou en totalité issu de l’article de Wikipédia en allemand intitulé « Christian Wilhelmsson » (voir la liste des auteurs).
- Christian Wilhelmsson arrête sa carrière  DH.be Publié le  mercredi 11 février 2015 à 15h56, Mis à jour le mercredi 11 février 2015 à 16h07